# Référendum mahorais de 2009
Le référendum mahorais de 2009 a lieu le 29 mars 2009 afin de permettre à la population de Mayotte, alors une collectivité départementale (collectivité territoriale à statut particulier) française de l'océan Indien, de se prononcer sur sa départementalisation, c'est-à-dire son passage à un statut de département de la République française.
La population approuve la départementalisation à une large majorité, 95,24 % des votants s'exprimant en faveur, pour une participation de 61,37 %, faisant de Mayotte le 101e département français.

## Contexte
Le référendum a pour objectif de recueillir le consentement de la population mahoraise à l'évolution vers un statut de collectivité régie par le dernier alinéa de l'article 73 de la Constitution et appelée « Département ».

### Historique

Carte de Mayotte.

Cette départementalisation est un objectif de longue date de la population mahoraise. L’Assemblée nationale française adopte le 31 décembre 1975 une loi permettant l’indépendance des Comores sans Mayotte. Un référendum est organisé en février 1976 afin de déterminer si les résidents du territoire souhaitent faire partie des Comores ou se maintenir au sein de la France. Ce second choix ayant été approuvé à une très large majorité, un second référendum portant sur la nature du statut de l'île est organisé comme prévu dans les deux mois ,. La population rejette cependant à une majorité similaire la conservation de leur statut de collectivité territoriale, souhaitant devenir un département à part entière. L'inscription de ce choix sur leurs bulletins de vote conduit ainsi à un large nombre de votes nuls, représentant près de 80 % des votants. Un statut particulier de collectivité territoriale est mis en place à titre provisoire par la loi no 76-1212 du 24 décembre 1976,.
Ce n'est qu'en août 1999 que les représentants des principaux partis de l'île s'accordent sur un document cadre, le traité de Paris, signé le 27 janvier 2000. Celui-ci conduit au vote le 9 mai suivant de la loi de transformation de Mayotte en une collectivité départementale. Les résultats donnent une large majorité de votes en faveur des accords, entérinant le statut de collectivité départementale. Ce statut intermédiaire est prévu pour une durée de dix ans avant un nouveau référendum sur l'avenir de l'île,. L'opposition reproche cependant l'impossibilité pour la population de voter immédiatement la départementalisation.

### Préparations

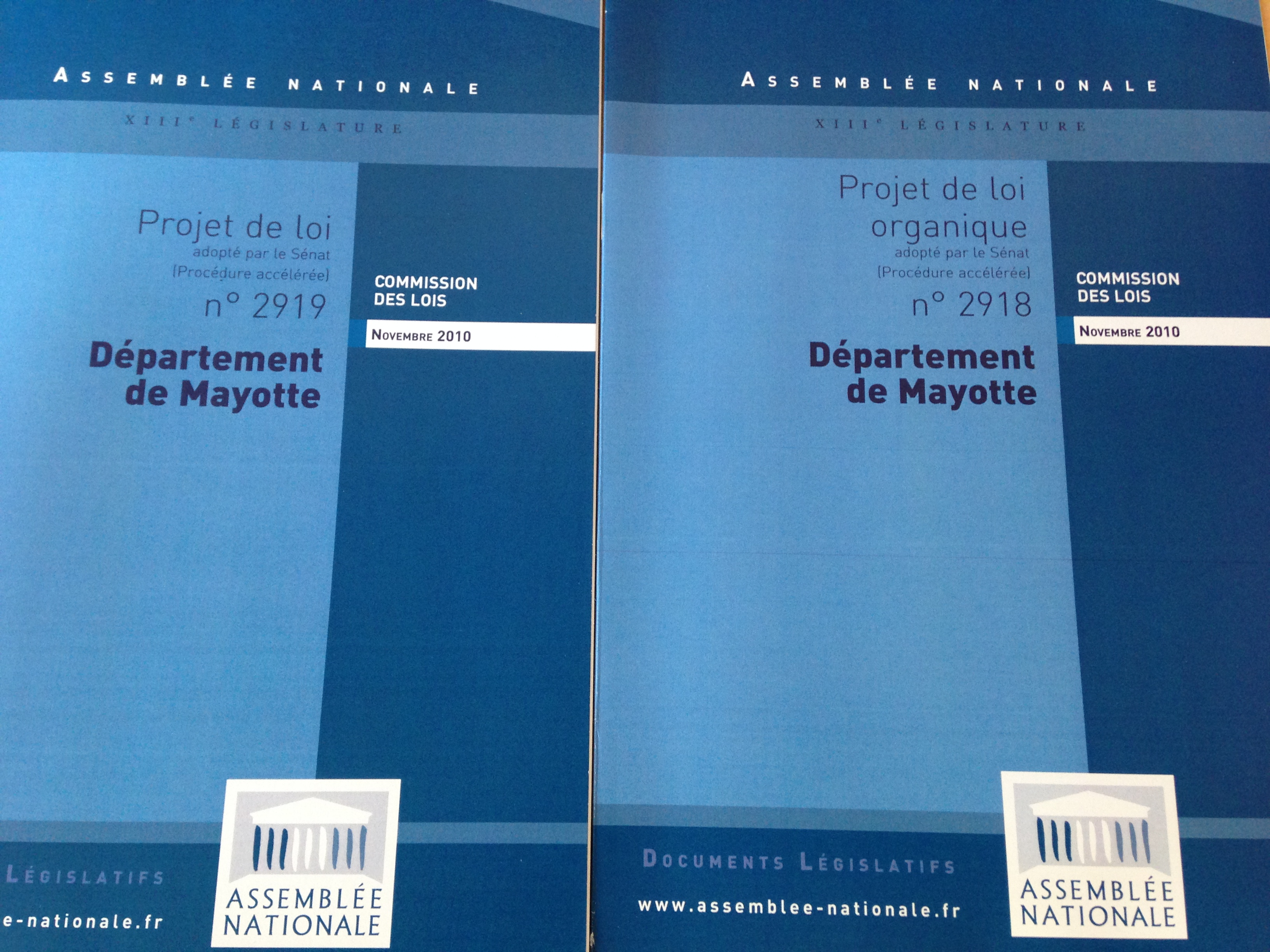
Couvertures du projet de loi organique de novembre 2010 visant à la départementalisation de Mayotte.

La consultation de 2009 est organisée en application de l'article 72-4 de la Constitution française, qui exige que la départementalisation soit précédée d'une « consultation » permettant de « recueilli[r] » « le consentement des électeurs de la collectivité ». Dans un premier temps, une loi organique du 21 février 2007, ajoute un article LO 6111-2 au Code général des collectivités territoriales autorisant le conseil général de Mayotte à adopter une résolution portant sur la modification de son statut et son accession au régime de département et région d’outre-mer. Une telle résolution est adoptée le 18 avril 2008. Selon la procédure décrite à l'article 72-4, le gouvernement a alors proposé au président de la République lors du Conseil des ministres du 14 janvier 2009, l'organisation d'une consultation de la population ; celle-ci a été précédée d'une déclaration du gouvernement devant chacune des deux assemblées, suivie d'un débat sans vote.
La question posée aux électeurs est : « Approuvez-vous la transformation de Mayotte en une collectivité unique appelée « Département », régie par l'article 73 de la Constitution, exerçant les compétences dévolues aux départements et aux régions d'outre-mer ? »,,.
Une fois la départementalisation actée, en principe en 2011, les normes juridiques en vigueur à Mayotte doivent être progressivement alignées sur celles appliquées dans les autres départements métropolitains ou d'outre-mer, cette « intégration dans la République » pouvant s'étaler sur une durée estimée de vingt à vingt-cinq ans. Les habitants de la France métropolitaine ne sont pas consultés.

### Contexte politique et social
Avant le référendum, les commentateurs locaux et nationaux s'accordent à dire que le résultat devrait être un « oui » massif. De fait, en France métropolitaine, le Parti communiste français est le seul parti représenté au Parlement français à ne pas appeler à voter en faveur du changement de statut, rappelant les revendications de l'union des Comores, avec l'appui de l'Union africaine, sur le territoire. Selon le journal Le Monde, « pour beaucoup de Mahorais, la départementalisation est synonyme d'alignement sur la métropole en termes de prestations sociales. » La départementalisation permet aux habitants mahorais de bénéficier des minima sociaux, dont le RMI (remplacé le 1er juin 2009 par le revenu de solidarité active, dénommé RSA). L'île pourra également bénéficier des fonds européens.

### Réaction de la république islamique des Comores
Le président de l'union des Comores, Ahmed Abdallah Sambi, profite du sommet des membres de la Ligue arabe à Doha pour appeler à rejeter le futur statut de département français de Mayotte, considérant que la consultation est « nulle et non avenue ».
L’État comorien conteste cette départementalisation en s'appuyant sur la résolution 3385 de l'ONU du 21 octobre 1976 qui dispose que l’Assemblée générale des Nations unies rejette « toute autre forme de référendums ou consultations qui pourraient être organisés ultérieurement en territoire comorien de Mayotte par la France » et considère que l’île de Mayotte relève de sa souveraineté.

## Résultats
| Choix                     | Votes  | %     |
| ------------------------- | ------ | ----- |
| Pour                      | 41 160 | 95,24 |
| Contre                    | 2 055  | 4,76  |
|                           |        |       |
| Votes valides             | 43 215 | 98,59 |
| Votes blancs et invalides | 616    | 1,41  |
| Total                     | 43 831 | 100   |
| Abstention                | 27 589 | 38,63 |
| Inscrits/Participation    | 71 420 | 61,37 |

Approuvez-vous la transformation de Mayotte en une collectivité unique appelée « Département », régie par l'article 73 de la Constitution, exerçant les compétences dévolues aux départements et aux régions d'outre-mer ?
| Votes Pour (95,24 %) |
| ▲                    |
| Majorité absolue     |

## Analyse
Les résultats officiels transmis par la préfecture donnent le « oui » vainqueur avec 95,24 % des suffrages exprimés, contre 4,76 % au « non ». Sur les 71 420 inscrits, 43 831 électeurs ont voté, soit un taux de participation de 61,37 %. Le fort taux d'abstention s'expliquerait selon Ahmed Attoumani Douchina, président du Conseil général de Mayotte, « par le fait qu’aujourd’hui, plus de 37 000 Mahorais vivent en France (hexagonale) et plus de 30 000 vivent à La Réunion. Ils n’ont pas entrepris les démarches nécessaires pour voter par procuration ».